# Gonala, Savanur
Gonala là một làng thuộc tehsil Savanur, huyện Haveri, bang Karnataka, Ấn Độ.